# Szentgerice
Szentgerice (románul Gălățeni) falu Romániában Maros megyében.

## Fekvése
Marosvásárhelytől 13 km-re délkeletre az Egres-patak bal partján fekszik. A Közép-Nyárádmente egyik régi települése. A dombok közé épült falu Backamadaras községhez tartozik, a községközponttól 3 km-re fekszik.

## Nevének eredete
Eredeti latin nevét (Sancta Gerecia = Szent Kegyelem) az unitáriusok Szentgerlicére, majd Szentgericére módosították. Mások szerint a faluban a vörös barátoknak volt kolostora, melynek vezetője volt Szent Gerécia.

## Története
A Gyepűszeg árka nevű határban ősállatok csontjait találták és velük egy kvarcból készült vakarót. 1332-ben Santa Gerecia néven említik először. Unitárius temploma a 14. században épült gótikus stílusban, 1670-ben átalakították. Tornya 1781 és 1792 között épült, sisakját 1980. május 30-án szélvihar döntötte le, de helyreállították. A 18. században a katolikusoktól fegyverrel is megvédték, többször tartottak itt zsinatot. Református temploma 1860-ban épült a 17. századi fatemplom helyett, tornya 1867-ből való. 
1926-ban avatták fel a Jakab Elek nevét viselő kultúrházat. A kultúrház helyén 2021-ben a Szentgericei Unitárius Egyházközség emlékparkot alakított ki, és szobrot állíttatott Jakab Eleknek, valamint emlékfalat annak az 58 nemzetőrnek, akik rész vettek az 1848-49-es szabadságharcban. A művészi munkát Miholcsa József szobrászművész végezte. A három árnyi terület közepén áll a bronz mellszobor, tőle jobbra és balra egy- egy kőfal, egy-egy dombormű és két emléktábla a nemzetőrök névsorával.
1910-ben 1369 lakosából 1340 volt magyar. A trianoni békeszerződésig Maros-Torda vármegye Marosi alsó járásához tartozott. 1992-ben 851 lakosából 796 magyar, 54 cigány és 1 román volt.

## Híres emberek
- Itt született 1820-ban Jakab Elek író, történész, levéltáros.
- Itt született 1869-ben Gál Kelemen tanár, író.
- Itt született 1923-ban Kiss György orvos, hematológus, orvosi szakíró.
- Itt született 1930-ban Nyárádi Szabó Zoltán költő.
- Itt született 1896-ban Kacsó Sándor Kossuth-díjas mezőgazdász.